# رسول محمد رسول
رسول محمد رسول (1959- 2022) كاتب وفيلسوف عراقي متخصص في الفلسفة الألمانية، ولد في الكوفة عام 1959م. ودرس الفلسفة في عدد من الجامعات العربية، وصدرت له عشرات المؤلفات في الرواية والفلسفة والدراسات النقدية من أبرزها كتاب (فتنة الأسلاف: هيدغر قارئاً كانط)، وكتاب (إنسان التأويل).

## النشأة والتعليم
- انتقل رسول للعيش في بغداد عام 1964م، وتلقّى تعليمه في مدارسها.[4]
- حصل على البكالوريوس في الفلسفة من كلية الآداب في جامعة بغداد عام 1987م.
- حصل على درجة الماجستير في الفلسفة الألمانية الحديثة، ثم على درجة الدكتوراه في التخصص نفسه من جامعة بغداد عام 1997م.[5]

## العمل
- عمل أستاذاً في عدد من الجامعات العربية.
- عمل مستشاراً في جائزة الشيخ زايد من عام 2012م إلى عام 2013م.
- شارك في تأسيس بيت الحكمة العراقي عام 1997م.[6]

## المؤلفات
- (العقلنة: السبيل المرجأ) صدر عن مكتبة الديار في بغداد عام 1993م.[7]
- (الغرب والإسلام: استدراج التعالي الغربي) صدر عن دار أسامة للنشر في عمّان عام 2000م.
- (الغرب والإسلام: قراءات في رؤى ما بعد الاستشراق) صدر عن المؤسسة العربية للدراسات والنشر في بيروت عام 2001م.[8]
- (الحضور والتمركز: قراءة في العقل الميتافيزيائي الحديث) صدر عن المؤسسة العربية للدراسات والنشر في بيروت عام 2000م.[9]
- (المعرفة النّقدية: مدخل إلى نظرية المعرفة) صدر عن دار الكندي في الأردن، عام 2001م.
- (محنة الهوية مسارات البناء وتحوّلات الهوية) صدر عن المؤسسة العربية للدراسات والنشر عام 2002م.[10]
- (نقد العقل التعارفي: جدل التواصل في عالم متغير) صدر عن المؤسسة العربية للدراسات والنشر عام 2004م.[11]
- (فقهاء وأمة) صدر عن دار الانتشار العربي عام 2008م.[12]
- (نقد العقل الإصلاحي: قراءات في جدلية الفكر العراقي الحديث) صدر عن النايا للدراسات والنشر في دمشق عام 2008. [13]
- (الإسلام السياسي في العراق الملكي) صدر عن دار النايا للدراسات والنشر عام 2008م.
- (الإسلام السياسي في العراق العثماني) صدرت الطبعة الثانية عن دار النايا للدراسات والنشر عام 2008م. وصدرت الطبعة الأولى منه بعنوان: (فُقهاء وأمة: جذور العمل الإسلامي في العراق).
- (نقد العقل التدميري) صدر عن المركز الثقافي العربي السويسري في بغداد عام 2009م.
- (صورة الآخر في الرواية الإماراتية) صدر عن وزارة الثقافة والشباب وتنمية المجتمع في أبو ظبي عام 2009م.[14]
- (تمثيلات المرأة في الرواية الإماراتية) صدر عن وزارة الثقافة والشباب وتنمية المجتمع في أبو ظبي عام 2009م.
- (الجسد في الرواية الإماراتية) صدر عن هيئة أبوظبي للثقافة والتراث عام 2010م. وصدر بعنوان آخر هو: (الجسد المتخيَّل في السَّرد الروائي) عام 2014م.
- (صورة المثقف في التراث العربي) صدر عن دائرة الشؤون الثقافية العامة في بغداد عام 2011م.
- (العلامة والتواصل: في سيميائيات السّرد القصصي الإماراتي) صدر عن دائرة الثقافة والإعلام في الشارقة عام 2011م.
- (الأنوثة السّاردة: قراءات سيميائية في الرواية الخليجية) صدر عن دار دار التنوير في بيروت عام 2013م.
- (اللمس والنظر: مقاربات في سرديّات المحسوس المتخيَّلة) صدر عن دائرة الثقافة والإعلام في الشارقة عام 2013م.
- (شعريّة المؤدّى السردي: قراءات سيميائية في الرواية الإماراتية والخليجية والعربية) صدر عن ندوة الثقافة والعلوم في دبي عام 2014م.[15]
- (يحدث في بغداد) رواية. صدر عن الدار المصرية اللبنانية في القاهرة عام 2014م.[16]
- (العلامة .. الجسد.. الاختلاف: تأمُّلات في فلسفة مارتن هيدغر) صدر عن دار عدنان للطباعة والنشر والتوزيع في بغداد عام 2015م.[17]
- (فلسفة العلامة: من جون سانت إلى جيل دولوز) صدر عن دار الشؤون الثقافية العامة في بغداد عام 2015م.[18][19]
- (التفلسُف النَّقدي: إيمانويل كانط والمعرفة البديلة) صدر عن منشورات ضفاف، ومنشورات الاختلاف عام 2016م.[20]
- (ما الفيلسوف؟ إنسان التنوير ومفكِّر صباح الغد) صدر عن منشورات ضفاف، ومنشورات الاختلاف عام 2016.[21]
- (كانط في ذاته: دروب الفيلسوف في تعمير مفاهيمه) صدر عن منشورات ضفاف، ومنشورات الاختلاف عام 2017م.[22]
- (المثقّفون في القرن الأول الهجري) صدر عن مركز سُلطان بن زايد للثقافة والإعلام في أبو ظبي عام 2017م.[23]
- (زايد في رحاب الشعر والشعراء) صدر عن مؤسسة العويس الثقافية في أبوظبي عام 2017م.[24]
- (هيّا إلى الإنسان: من الكائن البشري إلى الموجود الإنساني) صدر عن مركز سلطان بن زايد في أبو ظبي عام 2018م.[25]
- (الفلسفة للناس) صدر عن منشورات عصر النهضة العراقي في لندن عام 2018م.
- (أنثى غجرية) رواية صدرت عن دار مداد للنشر والتوزيع في دبي عام 2018م.[26][27]
- (فتنة الأسلاف: هيدغر قارئاً كانط) صدر عن مؤمنون بلا حدود للنشر في الرباط عام 2019م.[28]
- (مارتن هيدغر عربياً) صدر عن دار تنويريات في الكوفة عام 2019م.
- (نشوة الماوراء: الميتافيزيقا في ذائقة الفيلسوف الإنجليزي) صدر عن دار تنويريات للنشر عام 2019م.
- (هيا إلى التنوير) صدر عن دار تنويريات للنشر عام 2019م.[29]
- (محاضرات في الفلسفة والفكر وهوية اللغة) صدر عن دار تنويريات للنشر عام 2019م.
- (إنسان التأويل) صدر عن المركز العربي للكتاب في المغرب عام 2020م.[30]